# Puerto Montt
Puerto Montt, è una città portuale e sede arcivescovile del sud del Cile. È la capitale della Regione di Los Lagos e il suo nome è un omaggio al Presidente Manuel Montt. Conta circa 225 000 abitanti. È sovrastata dal Vulcano Osorno. Dalla città parte la strada chiamata Carretera Austral che la collega con la Patagonia cilena fino a Villa O'Higgins, mentre la Panamericana la collega alla capitale.

## Storia
In origine l'area era coperta da una fitta foresta ed era nota col nome di Melipulli (cioè "quattro colline" nella lingua Mapudungun). Il sito fu scelto come via d'accesso al Llanquihue quando se ne intuì la prossimità al mare aperto. La guida della spedizione fu affidata al naturalista e cartografo tedesco Bernardo Philippi, ma in seguito alla sua morte, avvenuta nel 1851, gli subentrò Vicente Perez Rosales, il quale iniziò, a partire dal settembre dello stesso anno, a tagliare alberi lungo l'insenatura di Reloncaví sfruttando manodopera di tagliatori locali provenienti principalmente da Huar, Maillen, Huelmo e Calbuco. A dicembre, dopo che la foresta fu abbattuta, l'area venne incendiata per renderla idonea alla prossima fondazione di un insediamento, fondazione infine avvenuta il 12 febbraio 1853, nel quadro di un progetto favorito dal governo di una più ampia colonizzazione dell'area da parte di coloni tedeschi. La città venne intitolata a Manuel Montt, presidente del Cile tra il 1851 e il 1861, il quale per primo aveva favorito l'immigrazione di tedeschi.
Nel 1912 venne aperto il collegamento ferroviario che univa la città alla capitale Santiago, fatto che fece di Puerto Montt la principale via d'accesso alla Patagonia cilena, oltre a stimolare il suo sviluppo economico. Nel 1950 la popolazione si attestava già a 27 500 unità, ma il terremoto che distrusse Puerto Montt nel maggio 1960 segnò una battuta d'arresto al suo sviluppo, avendo resi inutilizzabili il porto e la stazione ferroviaria, e avendo fatto crollare diversi edifici e abitazioni. Soltanto col tempo la città si riprese, prendendo le sembianze di un nuovo centro moderno, diventando oggi una delle maggiori e più importanti, grazie al suo nuovo porto, del Paese.

## Geografia fisica

### Territorio
Ben 1035 km di Panamericana in direzione sud separano Puerto Montt dalla capitale del Paese, Santiago del Cile. La città, capoluogo della regione di Los Lagos, è situata sulle rive settentrionali del vasto golfo denominato Seno de Reloncaví.

## Galleria d'immagini

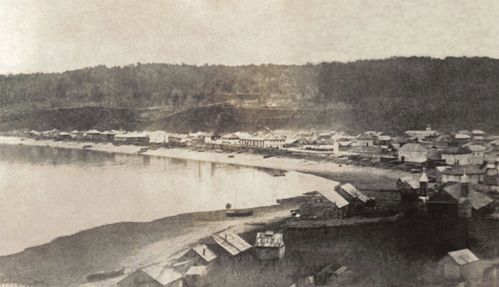
La città di Puerto Montt nel 1862
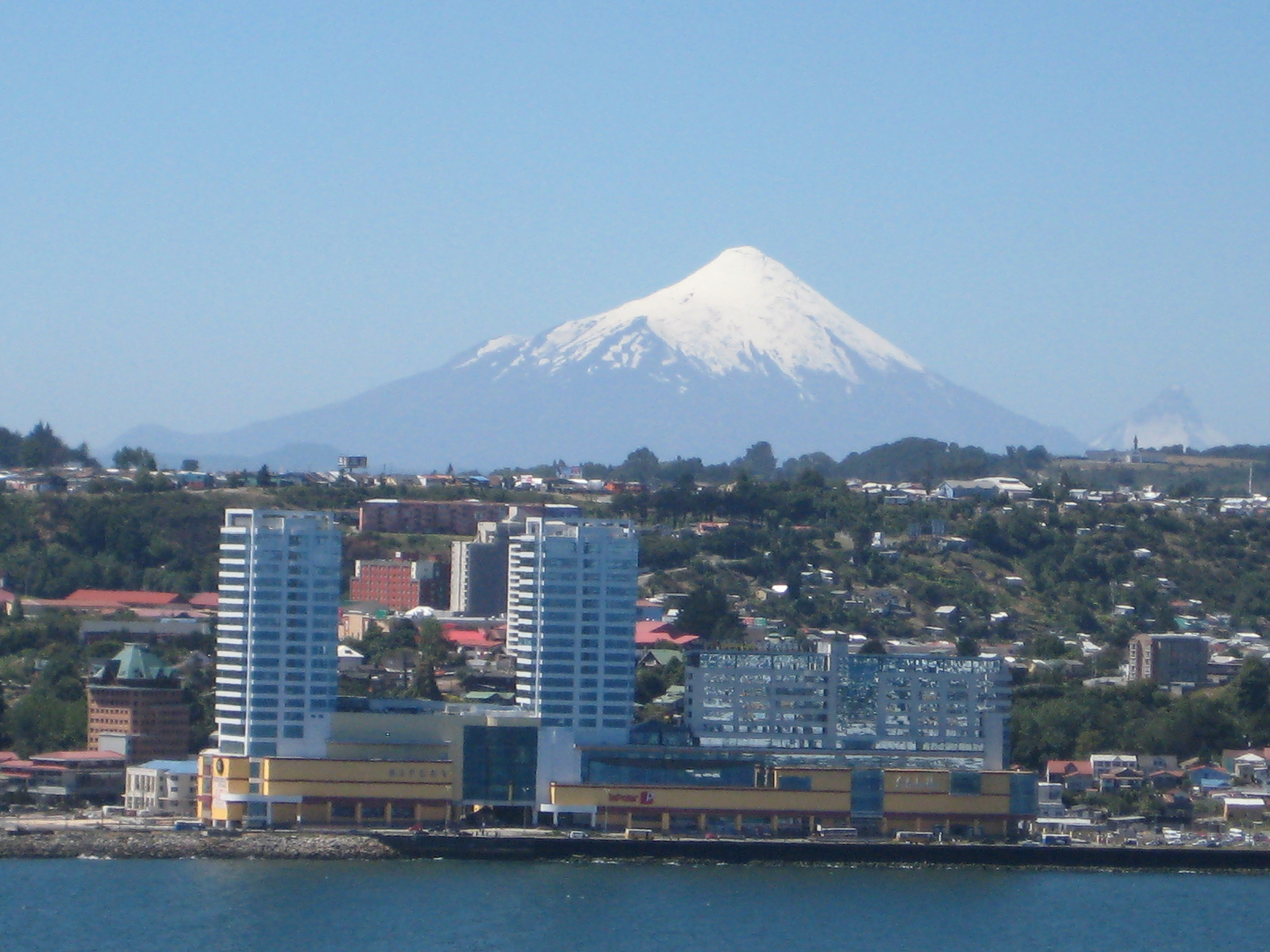
Vista sul centro città di Puerto Montt, con il vulcano Osorno sullo sfondo
Il Chinquihue è lo stadio cittadino